# Nord (album)
Nord je drugi album slovenske rock skupine Siddharta, izdan leta 2001. Leta 2012 je bil v časopisu Dnevnik uvrščen na seznam najboljših slovenskih albumov.

## Ozadje
Skupina je julija 2002 nastopila na Rock Otočcu. Kmalu zatem se je iz javnosti in se konec leta posvetila snemanju novega studijskega albuma. Po šestih mesecih medijskega premora je Siddharta maja 2001 izdala drugi album z naslovom Nord, ki so ga prodali v nakladi 30.000 izvodov. Producenta sta bila Peter Penko (znan po produkciji pri zasedbah Laibach ter Silence) in Žarko Pak (Big Foot Mama). Pri snemanju plošče so sodelovalni tudi številni gostje, med drugimi basist Jani Hace in znani slovenski alpinist Tomaž Humar. Še istega leta je Siddharta posnela svoj tretji videospot za pesem »B mashina«, ki se je na lestvicah obdržala več kot deset tednov.
Spomladi leta 2001 se je začela nova koncertna turneja. Siddharta je odigrala približno osemdeset koncertov. Septembra 2001 je zasedba posnela videospot za pesem »Samo edini«. To je postal njihov četrti videospot in je bil, prav tako kot »B mashina«, posnet tudi v angleščini. Prodaja albuma Nord se je po izidu spota dvignila kar za osemdeset odstotkov.
Novembra 2001 je skupina napolnila dvorano na Kodeljevem v Ljubljani in s tem razprodala svoj največji koncert dotlej. V istem mesecu je bil posnet nov videospot, tokrat za skladbo »Klinik«, ki sta ga režirala brata Hes.
Februarja 2002 je zaradi osebnih razlogov skupino zapustil basist Primož Majerič, ki že od izida albuma ni intenzivno sodeloval. Namesto njega je vstopil Jani Hace, ki je sodeloval pri snemanju Norda.

## Seznam pesmi
Vse pesmi je napisal in uglasbil Tomi Meglič, razen, kjer je posebej navedeno.
| Št.             | Naslov             | Besedilo        | Glasba                             | Dolžina |
| --------------- | ------------------ | --------------- | ---------------------------------- | ------- |
| 1.              | „Intro‟            | inštrumentalna  | Tomi Meglič                        | 1:13    |
| 2.              | „Apokalipsa‟       |                 | T. Meglič • Primož Benko           | 4:35    |
| 3.              | „Klinik‟           |                 |                                    | 3:29    |
| 4.              | „Eboran‟           |                 |                                    | 3:03    |
| 5.              | „Neon (Shusuglao)‟ |                 |                                    | 4:08    |
| 6.              | „B mashina‟        |                 |                                    | 4:30    |
| 7.              | „Samo edini‟       |                 |                                    | 4:48    |
| 8.              | „Na soncu‟         |                 |                                    | 3:41    |
| 9.              | „Keltvek‟          |                 | Boštjan Meglič • Benko • T. Meglič | 3:52    |
| 10.             | „01‟               | Benko           | T. Meglič • Benko                  | 3:36    |
| 11.             | „Platina‟          |                 |                                    | 4:27    |
| 12.             | „Opice‟            |                 | Primož Majerič • T. Meglič         | 3:23    |
| 13.             | „Zoo 69‟           |                 |                                    | 4:33    |
| 14.             | „Orion Lady‟       |                 |                                    | 4:43    |
| 15.             | „Eboran‟ (remix)   |                 |                                    | 5:15    |
| 16.             | „Outro‟            | inštrumentalna  |                                    | 2:00    |
| Skupna dolžina: | Skupna dolžina:    | Skupna dolžina: | Skupna dolžina:                    | 61:16   |

## Zasedba

### Siddharta
- Tomi Meglič – vokal, kitara, spremljevalni vokal, kotli (9)
- Primož Benko – kitara
- Boštjan Meglič – bobni, tolkala
- Cene Resnik – saksofon
- Primož Majerič – bas kitara
- Tomaž Okroglič Rous – klaviature, spremljevalni vokali (9), programiranje

### Dodatni glasbeniki
- Jani Hace – bas kitara (1–7, 9–11, 13–16)
- Peter Penko – dodatne klaviature, programiranje, sampling, kotli (2, 5), tolkala v (9)
- Anita Kay – spremljevalni vokali (4, 15)
- Boštjan Gombač – piščali (9)
- Bojan Cvetrežnik – violine (6)
- Robert Rebolj – metlice (11)